# Liste des sénateurs belges (législature 1914-1919)
Pour les articles homonymes, voir Liste des sénateurs belges.
Liste des sénateurs pour la législature 1914-19 en Belgique, à la suite des élections législatives par ordre alphabétique.
21 sénateurs sont décédés pendant la guerre 1914-1918.

## Président
- Paul de Favereau

## Membres

### élus
1. baron Alfred Ancion (arr.Huy-Waremme)
2. Paul Berryer[1] (arr. Liège; catholique)
3. Édouard Biart (arr. Anvers) (+ 2.11.1914)
4. Conrad Braun (arr. Bruxelles; catholique)
5. Édouard Brunard (arr. Nivelles; libéral) (+ 19.12.1914)
6. Hubert Brunard (arr.Bruxelles)
7. Constantin Callens[2] (arr.Anvers; libéral)
8. Victor Carpentier (arr. Liège)
9. Clément Cartuyvels (arr. Hasselt-Tongres-Maaseik)
10. baron Fredegand Cogels[2] (arr.Anvers; catholique)
11. Charles Cools (arr. Malines-Turnhout)
12. Emile Coppieters (arr. Liège; socialiste)
13. Hercule Coullier de Mulder (arr. Termonde-Saint-Nicolas; libéral)
14. Georges Croquet[2] (arr. Charleroi-Thuin; libéral)
15. comte Ferdinand de Baillet-Latour, questeur (arr.Anvers)
16. Camille De Bast (arr.Gand-Eeklo; libéral)
17. Auguste de Becker Remy (arr. Louvain)
18. Joseph De Blieck, questeur (arr. Audenarde-Alost; libéral)
19. comte Louis de Brouchoven de Bergeyck[2] (arr. Termonde-Saint-Nicolas; catholique) (àpd. 17.12.1918)
20. Emmanuel De Cloedt (+ 1919) (arr.Bruges)
21. vicomte Amaury de Ghellinck d'Elseghem Vaernewyck[2] (arr. Audenarde-Alost) (+ 28.7.1919)
22. vicomte Fernand de Jonghe d'Ardoye, questeur (arr.Roulers-Tielt; catholique)
23. Eugène de Kerchove d'Exaerde (arr.Audenarde-Alost)
24. baron Edgar de Kerchove d'Ousselghem (arr. Gand-Eeklo; catholique)
25. comte Werner de Merode (arr. Charleroi-Thuin) (+ 17.11.1914) remplacé par Fernand Thiébaut[2]
26. baron David de Mévius (arrts de Namur; catholique)
27. baron Emile de Neve de Roden (arr. Termonde-Saint-Nicolas; catholique) (+ 24.01.1915) remplacé 29.11.1918 par le chevalier Oscar Schellekens
28. Maurice de Ramaix (+ 16.9.1918) (arr.Anvers) remplacé par Emmanuel De Meester
29. Eugène Derbaix (arr. Charleroi-Thuin)
30. Jean de Renesse (arr.Hasselt-Tongres-Maaseik) (jusque 18.02.1919[3])
31. Georges de Ro (arr. Bruxelles)
32. baron Édouard Descamps (arr. Louvain; catholique)
33. Louis de Sadeleer (arr. Audenarde-Alost)
34. Eugène de Savoye (arr. Mons-Soignies) (+ 7.01.1916) remplacé 29.11.1918 par vicomte Adrien Vilain XIIII
35. vicomte Camille Desmaisières (arr. Hasselt-Tongres-Maaseik)
36. Joseph Devolder (+11.01.1919) (arrts du Luxembourg; catholique) remplacé par le baron Joseph de Moffarts
37. Auguste Dumont de Chassart (arr. Nivelles; catholique)
38. baron Albert d'Huart, secrétaire (arrts de Namur)
39. Maxime Dryon[2] (arr. Charleroi-Thuin; libéral)
40. Casimir Du Bost (arr. Bruxelles; catholique)
41. Jules Dufrane (arr. Mons-Soignies; socialiste)
42. Georges Dupret (arr. Bruxelles; catholique)
43. Louis François Joseph Empain (arr. Malines-Turnhout; catholique)
44. Armand Fléchet (arr. Bruxelles; libéral)
45. Pierre Focquet (arr. Namur-Dinant-Philippeville)
46. Louis Franck[4] (arr. Liège)
47. Max Hallet (arr. Bruxelles)
48. Alexandre Halot (arr. Bruxelles)
49. Prosper Hanrez (arr . Bruxelles; libéral)
50. Gabriël Hicguet (arrts de Namur; libéral)
51. Auguste Houzeau de Lehaie (arr. Charleroi-Thuin; socialiste)
52. Armand Hubert (arr.Mons-Soignies)
53. Georges Hubert (arr.Charleroi-Thuin; libéral)
54. Jules Keppenne (arr. Liège) (décédé le 26/3/1918)
55. Julien Koch (arr. Anvers; catholique)
56. Landas[2] (arr.Courtrai-Ypres)
57. Louis Le Clef (arr. Anvers) (+ 8.3.1917) remplacé 11.02.1919 par Edgar Vercruysse
58. Joseph Libbrecht (arr. Gand-Eeklo)
59. Armand Libioulle (arr. Charleroi-Thuin; socialiste)
60. Alfred Magis (arr. Liège; libéral)
61. Henri Mertens (nl) (arr. Termonde-Saint-Nicolas; catholique)
62. Eugène Mincé du Fontbaré (arr. Namur-Dinant-Philippeville)
63. Fernand Mosselman (arr.Mons-Soignies)
64. Auguste Naets (arr. Malines-Turnhout)
65. Léon Naveau (arr. Huy-Waremme)
66. Henri Neuman (arr. Mons-Soignies; libéral) (+ 23.8.1916) remplacé par Arthur Demerbe
67. Edmond Orban de Xivry[2] (arr. Bruxelles)
68. baron Alfred Orban de Xivry, secrétaire (arrts. du Luxembourg)
69. Édouard Peltzer de Clermont (arr. Verviers; libéral)
70. Jacques Poelaert (arr. Bruxelles; libéral)
71. Ferdinand Portmans (arr. Hasselt-Tongres-Maaseik; catholique)
72. Paul Raepsaet, secrétaire (arr. Audenarde-Alost) (+ 19.10.1918)
73. Alphonse Ryckmans, secrétaire (arr. Anvers)
74. Alfred Simonis (arr.Verviers)
75. Herbert Speyer (arrts. du Luxembourg; libéral)
76. baron Alphonse Stiénon du Pré (+ 26.7.1918) remplacé par Charles De Bruycker
77. Félix Struye (arr.Furnes-Dixmude-Ostende)
78. Gustave Swinnen[2] (arr. Louvain; libéral)
79. comte Arnold t'Kint de Roodenbeke, 1er vice-président (arr. Gand-Eeklo; catholique)
80. Cyrille Van den Bussche (arr.Roulers-Tielt; catholique)
81. Paul Vandenpeereboom (arr.Courtrai-Ypres)
82. baron Maurice van der Bruggen (arr.Roulers-Tielt) (+ 30.09.1919) remplacé par le baron Jacques Mulle de Terschueren
83. Jules Van der Heyde (arr. Furnes-Dixmude-Ostende)
84. Oscar Van der Molen (arr. Anvers)
85. Raymond Vande Venne (arr.Courtrai-Ypres; libéral)
86. Eugène Van de Walle (arr. Anvers) (+ 7.11.1916)
87. Joseph Van Naemen (arr.Termonde-Saint-Nicolas) (+ 1.05.1917)
88. Leon Van Peborgh (arr.Anvers; libéral)
89. baron Paul van Reynegom de Buzet (arr.Malines-Turnhout)
90. Gustave van Zuylen (arr. Liège)
91. Astère Vercruysse de Solart (arr.Gand-Eeklo)
92. Georges Vercruysse (nl)[2] (arr.Courtrai-Ypres)

### provinciaux
1. Albert Asou remplace Antoine Vanderborght démissionnaire le 21.6.1919
2. Joseph Berger
3. Albert Cappelle
4. Alfred Claeys-Boúúaert
5. Léon Colleaux, 3e vice-président
6. Alfred Danhier remplace le 29/7/1919 Henri Rolland démissionnaire le 7 mai 1919 en raison de sa nomination comme vice-président du Tribunal des dommages de guerre de Mons.
7. marquis Albert de Beauffort (+ 6.7.1914) remplacé par Georges Cousot
8. baron Paul de Favereau, président
9. chevalier Jean-Baptiste de Ghellinck d'Elseghem
10. baron Hermann della Faille d'Huysse
11. Emile Delannoy
12. Raphael de Spot (nl)
13. Alberic de Pierpont Surmont de Volsberghe
14. baron Armand de Pitteurs Hiégaerts
15. François-Guillaume Meyers (+ 6.12.1915) remplacé 18.2.1919 par Auguste Van Ormelingen
16. le duc Robert d'Ursel
17. comte Eugène Goblet d'Alviella, 2e vice-président
18. Léon Hiard
19. MgrEugène Keesen
20. Henri La Fontaine, secrétaire
21. Jules Lekeu
22. Arthur Ligy
23. Charles Magnette, secrétaire
24. Jules Vandenpeereboom (+ 6.03.1917) remplacé par le chevalier Étienne de Vrière
25. Emile Vinck